# Кучмозерье
 Кучмозерье  — деревня в Удорском районе Республики Коми в составе сельского поселения Глотово.

## География
Расположено на правом берегу реки Йирва на расстоянии примерно 30 км по прямой на восток-северо-восток от районного центра села Кослан.

## История
Известна с1678 года как починок Кучмосер на реке на Ирве. В 1859 году отмечалась как Кучмозерская.

## Население
Постоянное население составляло 62 человека (коми 100 %) в 2002 году, 35 в 2010.